# Chad Beebe
Chad Beebe (geboren am 1. Juni 1994 in Buffalo, New York) ist ein ehemaliger US-amerikanischer American-Football-Spieler auf der Position des Wide Receivers. Er spielte College Football für die Northern Illinois University und stand von 2018 bis 2021 bei den Minnesota Vikings in der National Football League (NFL) unter Vertrag. Zuletzt stand Beebe bei den Houston Texans unter Vertrag.

## College
Beebe besuchte die Aurora Christian High School in Aurora, Illinois, an der er Schulrekorde für die meisten gefangenen Pässe und die meisten Receiving Yards aufstellte. Ab 2013 ging er auf die Northern Illinois University, um College Football für die Northern Illinois Huskies in der NCAA Division I Football Bowl Subdivision (FBS) zu spielen. Während seiner College-Karriere bremsten ihn zahlreiche Verletzungen, die Saison 2016 verpasste er verletzungsbedingt vollständig. Beebe spielte von 2013 bis 2017 in 44 Spielen für die Huskies, dabei fing er 64 Pässe für 930 Yards und drei Touchdowns.

## NFL
Die Minnesota Vikings nahmen Beebe im Mai 2018 als Undrafted Free Agent unter Vertrag. Er schaffte es nicht in den 53-Mann-Kader für die Regular Season und wurde in den Practice Squad der Vikings aufgenommen. Nachdem der Einsatz von Stefon Diggs am neunten Spieltag der Saison als fraglich galt, beförderten die Vikings Beebe als Ersatz in ihren aktiven Kader. Bei seinem NFL-Debüt gegen die Detroit Lions in Woche 9 fing er drei Pässe, darunter einmal bei Fourth Down. Vor dem zwölften Spieltag verletzte sich Beebe im Training  am Oberschenkel und fiel daher für mehrere Spieltage aus. Er sah 2018 in drei Spielen Einsatzzeit.
In der Saison 2019 wurde Beebe nach drei Spieltagen wegen einer Knöchelverletzung auf die Injured Reserve List gesetzt. Zuvor hatte er zwei Pässe gefangen, darunter einen 61-Yards-Pass, und war an den Spieltagen zwei und drei der Punt Returner des Teams.
Beim Spiel gegen die Carolina Panthers am 12. Spieltag der Saison 2020 ließ Beebe beim Stand von 21:24 nahe der eigenen Endzone bei einem Punt-Return den Ball fallen, den Carolina sichern konnte. Die Defense der Vikings ließ daraufhin nur ein Field Goal zu, sodass Minnesota noch die Möglichkeit besaß, das Spiel zu drehen. In der folgenden Angriffsserie der Vikings fing Beebe drei Pässe, darunter 46 Sekunden vor Ende der Partie den spielentscheidenden Touchdownpass zum 28:27-Sieg, der sein erster Touchdown in der NFL war. Beebe konnte in diesen Spiel sieben Pässe für 63 Yards fangen, was jeweils Karrierehöchstwerte waren. Am letzten Spieltag der Saison gelang Beebe gegen die Detroit Lions sein zweiter Touchdown. Insgesamt kam Beebe in der Saison auf 20 gefangene Pässe für 201 Yards und zwei Touchdowns.
Im März 2021 unterschrieb Beebe einen neuen Einjahresvertrag in Minnesota. Wegen einer Fußverletzung verpasste er die Spielzeit 2021 vollständig.
Am 8. Juni 2022 nahmen die Houston Texans Beebe unter Vertrag, entließen ihn jedoch vor Beginn der Regular Season am 15. August wieder.

### NFL-Statistiken
| 2018                               | Minnesota Vikings | 3  | 0 | 4  | 39  | 9,8  | 18 | 0 | 0  | 0  | 0,0 | 0  | 0 | 0 | 0  | 0,0  | 0  | 0 | 0 | 0 |
| 2019                               | Minnesota Vikings | 3  | 0 | 2  | 70  | 35,0 | 61 | 0 | 7  | 46 | 6,6 | 15 | 0 | 1 | 13 | 13,0 | 13 | 0 | 3 | 0 |
| 2020                               | Minnesota Vikings | 14 | 0 | 20 | 201 | 10,1 | 40 | 2 | 9  | 42 | 4,7 | 13 | 0 | 1 | 19 | 19,0 | 19 | 0 | 2 | 1 |
| Total                              | Total             | 20 | 0 | 26 | 310 | 11,9 | 61 | 2 | 16 | 88 | 5,5 | 15 | 0 | 2 | 32 | 16,0 | 19 | 0 | 5 | 1 |
| Quelle: pro-football-reference.com |                   |    |   |    |     |      |    |   |    |    |     |    |   |   |    |      |    |   |   |   |

## Persönliches
Chad Beebe ist der Sohn von Don Beebe, der ebenfalls als Wide Receiver in der NFL spielte.